# Штабелёр

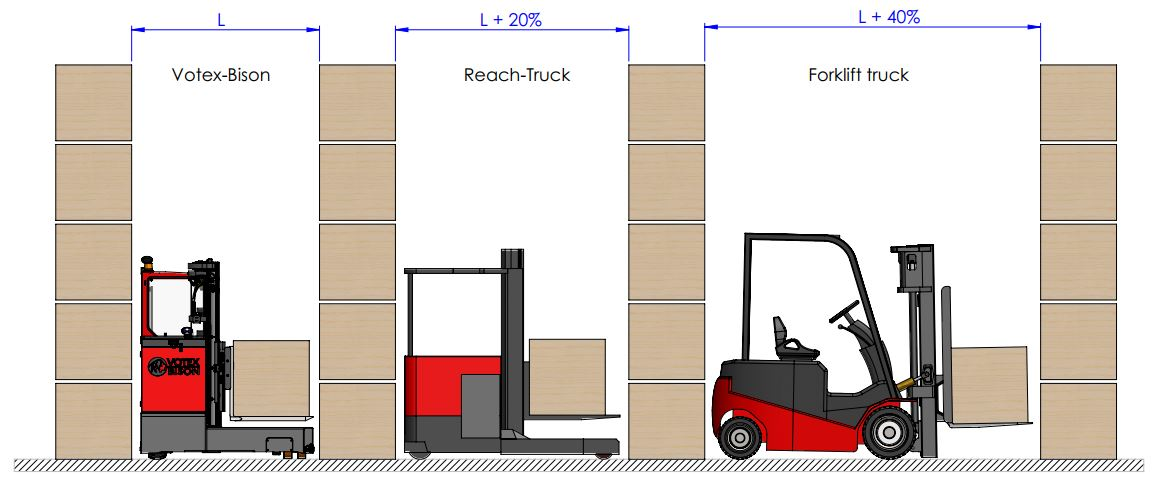
Разные конструкции штабелёров

Штабелёр (англ. Stacker) — это транспортное средство, оборудованное механизмом для подъёма, штабелирования (хранения и перевозки грузов с установкой их друг на друга) или перемещения интермодальных транспортных единиц (то есть грузов, приспособленных для перевозки различными видами транспорта).
Предназначен для укладки грузов в штабели или стеллажи в несколько ярусов.
Следует разделять «вилочные погрузчики» и «штабелёры». Вилочный погрузчик может играть роль штабелёра, но он предназначен для более широкого спектра работ. Штабелёры, видимо, произошли от вилочных погрузчиков, но напольное штабелирующее оборудование сейчас так разнообразно и так далеко ушло от простых вилочных погрузчиков, что объединять их никак нельзя.

## Классификация штабелирующего оборудования

### Напольные штабелёры
Существует несколько типов штабелёров, различающихся по различным особенностям конструкции:
1 По типу привода грузоподъёмного устройства:
- гидравлические с ручным приводом;
- электрогидравлические;
- электромеханические.

2 По способу уравновешивания:
- без систем стабилизации
- с опорными консолями, находящимися по бокам штабелёра;
- с противовесом. Следует помнить, что обычно используются оба способа уравновешивания штабелёра.

3 По признаку наличия или отсутствия привода механизма передвижения:
- самоходные с электроприводом механизма передвижения;
- без привода механизма передвижения.

4 По способу управления передвижением штабелёра:
- сопровождаемые (поводковые, ведомые);
- с убирающейся подножкой (могут использоваться и как ведомые, и как самоходные);
- с кабиной для оператора.

5 По способу загрузки:
- с фронтальной загрузкой;
- с боковой загрузкой.

6 По типу механизма подъёма:
- без свободного подъёма вил;
- со свободным подъёмом вил.

Можно считать те или иные конструктивные особенности значительными или несущественными, соответственно многообразие классификаций штабелёров бесконечно.
Основные типы напольной штабелирующей техники:

### Гидравлические штабелеры

#### Ручныегидравлические тележкиили рохли, роклы
Самым простым типом гидравлического штабелёра является ручная гидравлическая тележка. Ручные гидравлические тележки только приподнимают груз, и могут работать только с одноярусными стеллажами. Ручные гидравлические тележки крайне просты в освоении, эксплуатации и ремонте. Они неприхотливы, не так требовательны к качеству полового покрытия, как другие типы штабелёров, и могут использоваться даже под открытым небом.

Грузоподъёмность таких тележек может достигать 3т, а высота подъёма 200 мм.

Следует добавить, что не все источники относят рохли к штабелирующей технике по той простой причине, что рохли не могут укладывать поддоны в несколько ярусов.

#### Ручные гидравлические штабелёры
Простые конструкции и доступные по цене — ручные гидравлические штабелёры. Просты в освоении (см. гидравлическая тележка) и эксплуатации и ремонте. Сравнительно дёшевы. Не требуют энергоносителей (аккумуляторов, топлива). Компактны и легки.

Гидравлическая система штабелёра может быть как с ручным, так и с ножным приводом. Может оснащаться сбрасывающим устройством для мягкого опускания груза на пол.

Для гидравлических штабелёров характерны недостатки гидравлических систем (утечки и протекания).

Грузоподъёмность варьируется от 500 кг до 2 т. Высота подъёма до 3 м.

Интенсивность использования ручного штабелера и масса поднимаемого груза ограничены мускульной силой оператора.

Применяются при разгрузке/погрузке транспорта и в складских системах с малым грузовым объёмом для обслуживания двухъярусных стеллажей.

### Электроштабелеры
У штабелеров может быть электрифицирована только функция подъёма/опускания, а могут быть самоходные модели, ведомые пешим оператором или снабженные откидной площадкой.

В данный класс напольной штабелирующей техники входит несколько электроштабелёров:
- самоходные ведомые электрические штабелёры (скорость передвижения ограничена скоростью пешего хода оператора — не более 6 км/ч);
- самоходные электрические штабелёры с откидной подножкой;
- самоходные электрические штабелёры с местом для оператора (с положением оператора сидя или стоя, в таких случаях скорость передвижения тележки может достигать 10 км/ч).

#### Самоходные тележки (транспортировщик поддонов, электротележка, транспаллета)
Транспортировщик поддонов обладает большей грузоподъёмностью и скоростью передвижения, нежели обычная ручная гидравлическая тележка, и обладает существенным преимуществом — не утомляет оператора в процессе подъёма и перемещения груза.
Высота подъёма груза транспортировщиком поддонов мала (120—200 мм) — он только приподнимает груз для его дальнейшей транспортировки. Грузоподъёмность может достигать 3500 кг.

#### Самоходные штабелёры с электрогидравлическим подъёмом вил
У данного типа штабелёра присутствует электропривод движения.

Подъём груза осуществляется благодаря электрогидравлическому приводу (рабочую жидкость в цилиндр накачивает не оператор посредством рычага, а электронасос). По габаритам такой штабелер практически не отличается от штабелера с ручным подъёмом вил, однако имеет большую массу за счет наличия аккумуляторных батарей. 

Грузоподъемность такого штабелера составляет 1000—2000 кг, они оснащаются мачтами с высотой подъёма 2,7—5,5 метра.

#### Ручные ведомые штабелёры с электрическим подъёмом вил
У данного типа штабелёра отсутствует привод передвижения. По своему принципиальному устройству штабелер состоит из ручного гидравлического штабелера и электрической системы подъёма мачты.

Грузоподъемность ведомых электрических штабелеров достигает 1000 кг и 1500 кг, а высота подъёма 1600 мм/ 2000 мм/ 2500 мм и 3000 мм.

#### Самоходные штабелеры с подножкой для оператора
Данный тип штабелера схож по характеристикам со штабелером, управляемым пешим оператором, однако может использоваться для более интенсивной работы на больших дистанциях благодаря наличию откидной платформы, использующейся в качестве операторского места.

#### Самоходные штабелеры с кабиной для оператора
Управление штабелёром осуществляется из кабины (сидя или стоя в зависимости от модели штабелера), благодаря чему снижается усталость оператора, повышается концентрация внимания. Такой тип штабелеров имеет высокую скорость передвижения (8—10 км/ч — при управлении стоя, 9—11 км/ч при управлении сидя) и подъёма.

#### Узкопроходные штабелёры
Довольно специфичный тип складской грузоподъёмной техники, предназначенный специально для работы в узких межстеллажных проходах (англ. very narrow aisle, VNA). В отличие от классических штабелёров, узкопроходные движутся по проходу только прямо, не поворачивая, и обычно имеют для этого специальное полуавтоматическое управление. Мачта штабелёра может поворачиваться на 180°, что позволяет захватывать поддоны с обеих сторон от стеллажного прохода.
Существует две разновидности узкопроходных штабелёров:
- с неподвижной операторской кабиной, расположенной на уровне пола. В этом случае машина, как правило, оборудуется видеокамерой для обеспечения контроля работы с грузом;
- с подвижной операторской кабиной, движущейся вместе с грузом. В этом случае оператор визуально контролирует процесс работы.

Высота подъёма достигает 16 м. Грузоподъёмность — 700—1500 кг.

#### Ричтраки
Ричтрак (Reach truck) — штабелер с выдвигающейся мачтой, предназначенный для обслуживания высотных (от 6 м) стеллажных систем. Первый ричтрак был разработан финской компанией Rocla в 1955 г.

Ричтрак — самый сложный и высокопроизводительный вид складской техники, сочетающий в себе лучшие качества штабелера и классического вилочного погрузчика. Ричтрак имеет высокую скорость передвижения (до 14 км/ч) и подъёма (до 0,6 м/с), грузоподъемность до 2,5 т. Поскольку в России склады обычно растут вверх из-за высокой стоимости аренды земли, высота подъёма ричтраков за последние годы существенно увеличилась — до 11—12 метров, а последние модели ричтраков Rocla позволяют складировать грузы на высотах до 13 метров.
Ричтрак оборудуется многосекционными телескопическими мачтами со свободным ходом вил. Оснастка каретки обычно обладает функциями наклона и бокового смещения вил, дополнительно может быть оснащена позиционером вил и телескопическими вилами. На ричтраках устанавливается самое современное оборудование для обработки грузов, включая преселекторы высоты, камеры на вилах, позволяющие работать на больших высотах.

#### Комплектовщики (сборщики) заказов
Сборщики заказов — это очень интересный вид складской техники. Его конструкция и принцип действия очень схожи с классическим электроштабелером, только вместо вил поднимается целая рабочая платформа вместе с оператором.

Электрические сборщики заказов используются для ручной выемки или укладки товаров на стеллажи.
Сборщики заказов имеют высокий уровень безопасности. Их конструкция включает в себя различные ограничители, фиксаторы, стабилизаторы для максимальной безопасности и удобства работы.

Высота подъёма колеблется в пределах 4 м для сборщиков заказов с нижних ярусов и 5—7 м для высотных сборщиков заказов, грузоподъёмность 200—400 кг для лёгких моделей и 1—4 т для тяжёлых.

### Краны-штабелеры
Краны-штабелёры бывают двух типов:
- мостовые;
- стеллажные.

#### Мостовые краны-штабелёры
Мостовой кран-штабелер представляет собой крановый мост, по которому перемещается грузовая тележка с закреплённой на ней вертикальной колонной, как правило, поворотной, по которой вертикально перемещается грузоподъёмник (каретка), имеющий вилочный или специальный захват груза.

Мостовой кран-штабелер перемещается по рельсовым крановым путям, установленным либо непосредственно на стеллажах, либо на конструкциях зданий. Кран может быть опорным, либо подвесным.

Мостовые краны-штабелеры обслуживают большие площади складов, на которых размещены в несколько рядов стеллажи.

Мостовой кран-штабелёр может управляться с пола (самые простые краны, в этом случае высота подъёма не превышает 7.2 м, грузоподъёмность до 1т) или из кабины (грузоподъёмность — 1—12 т, высота подъёма — 7—16 м).

Существуют разные типы колонн, отличающиеся высотой подъёма груза. Для работы с разными типами грузов на грузоподъёмнике могут закрепляться сменные грузозахватные устройства, такие, как кантователи, вилочные захваты, захваты для цилиндрических грузов и проч.

#### Стеллажные краны-штабелёры
Стеллажный кран-штабелер представляет собой опорную тележку, с вертикально закреплённой на ней одной или двумя колоннами, по которым перемещается грузоподъёмник (с кабиной оператора на комплектовочных кранах-штабелерах), оборудованный приёмным столом, на который выдвижной телескопический захват укладывает груз.

Стеллажные краны-штабелёры бывают подвесные или опорные, с одной колонной или с двумя.

От мостовых кранов-штабелеров стеллажные отличаются меньшей удельной массой, повышенной жесткостью металлоконструкций, высокой степенью использования складских площадей и объёмов.

Эти краны-штабелеры особенно эффективны на складах с большим грузооборотом ввиду большой их производительности, обусловленной как большими рабочими скоростями механизмов, так и ограниченной зоной их использования — только в одном проходе между стеллажами, в то время как мостовой кран-штабелёр обслуживает все стеллажи, находящиеся под конструкцией крана.

Стеллажный кран штабелёр может управляться из кабины, с дистанционного пульта или с помощью ЭВМ.

Грузоподъёмность стеллажных кранов достигает 3 т, высота подъёма — 18 м.

## Применение
Данная техника предназначена в основном для подъёма и спуска груза. Вилы подъёмника предназначены для различных типов поддонов. Существуют модели с регулируемым расстоянием между вилами.
Штабелёр — незаменимый на складе механизм для поднятия/опускания грузов на подвижных вилах и перемещения их на небольшие расстояния. При относительно небольшой цене штабелёры способны обеспечивать значительные объёмы перемещаемых грузов и очень функциональны, а также не требуют специального обучения и лицензии.
Там, где складские помещения используются по вертикали, но предприятие ограничено по бюджету, особенно часто используются небольшие гидравлические штабелёры. Они облегчают работу с поддонами на маленьких складах и в небольших магазинах.
Значительно более производительны полностью электрические штабелёры — электроштабелёры. Если же штабелёр является самоходным (со специально оборудованным местом оператора), то его скорость возрастает до 8—10 км/ч. Такие штабелёры имеют большую высоту подъёма груза (до 4—6 метров) и могут работать до двух рабочих смен без подзарядки. Высотные штабелёры обладают способностью поднимать грузы на высоту до 12 метров, при весьма небольшом расстоянии между стеллажами — до 2,6 метров. Высотные штабелёры обладают высокой грузоподъёмностью — до 2,5 тонн, а также высокой скоростью движения — до 10 км/ч.
Штабелёры являются необходимым оборудованием для любого склада, где груз хранится на поддонах. В настоящее время на рынке грузоподъёмного оборудования представлено множество типов и моделей складской техники: ручные гидравлические штабелёры, самоходные ведомые штабелёры, электроштабелёры, ричтраки. Каждый тип грузоподъёмной складской техники предназначен для определённых условий работы. Использование штабелера на складе возможно только при условии высокого качества полов.
Штабелёры используются для выполнения внутрискладских работ по транспортировке и штабелированию грузовых поддонов. Все типы штабелёров можно разделить на три группы: ручные гидравлические штабелёры; самоходные ведомые штабелёры; электроштабелёры.
Основными параметрами учитываемыми при выборе штабелеров являются:
- Радиус разворота (Wa) влияет на ширину рабочего прохода, в котором должна работать техника.
- Ширина рабочего прохода (AST). Параметр указывается с учётом работы с поддоном 800*1200 вдоль вил, либо с поддоном 1000×1200 поперек вил. Определяет минимальное пространство, необходимое для работы и оперирования грузом. Измеряется в мм. То есть при AST = 3000 mm техника может работать при ширине прохода от 3 метров и более, хотя Wa может быть и 2000 мм.
- Остаточная грузоподъемность — ввиду особенностей конструкции с высотой подъёма мачты падает грузоподъемность штабелера. Поэтому обычно при выборе штабелера ориентируются на максимальный вес груза на максимальной высоте.
- Тип и ёмкость АКБ — бывают двух основных видов: щелочные (в настоящее время практически не используются) и кислотные. Кислотные, в свою очередь, делятся на стартерные (как в легковых автомобилях) и тяговые (от 100 Ah). Ёмкость АКБ влияет на время работы — больше ёмкость, дольше работает техника; и на остаточную грузоподъемность (при прочих равных от более мощной АКБ помпа может создать большее рабочее давление в системе гидравлики подъёма).

Кроме этого, в различных ситуациях важными параметрами могут являться: строительная высота штабелера (высота «на свету»), ширина каретки (под европоддон или промышленный поддон), скорость вертикального подъёма, горизонтальная скорость, способ замены батарей и т. д.